# Ram Nath Sharma
Ram Nath Sharma (5 de noviembre de 1904-1 de diciembre de 2015) fue un juez indio y supercentenario quién sirvió en el Tribunal supremo de Prayagraj.

## Biografía
Nacido de una familia pobre, Sharma obtuvo un B.A. de la Lucknow Universidad en 1925, seguido por un M.A. Le fue otorgado una medalla de oro de la Victoria de la universidad por su conocimiento de sánscrito. En 1931, se une al Servicio Judicial indio como munsif, finalmente deviniendo juez en el Tribunal supremo de Prayagraj, retirándose en 1966.
Su hijo Ramendra fue un contraalmirante en el la Armada india. Justice se mudó a Gurgaon en 2005, donde falleció un mes después de su 111.º cumpleaños.